# Казімєж Міяль
Казімєж Ромуальд Міяль (пол. Kazimierz Romuald Mijal; 15 вересня 1910, Вілкув Первши — 28 січня 2010, Варшава) — польський комуніст, член ЦК ПОРП й уряду ПНР, сподвижник Болеслава Берута. Член сталінської «фракції натолінців». За Владислава Гомулки виведений із партійно-державного керівництва. Створив ортодоксальну нелегальну компартію, утік у ходжаїстську Албанію, потім у маоїстський Китай. Вів пропаганду проти «ревізіонізму», виступав за реставрацію сталінського режиму, проявляв антисемітизм. Кілька місяців провів у в'язниці за режиму генерала Ярузельського.

## У комуністичному керівництві
Народився у селі гміни Блендув Гроєцького повіту Варшавської губернії Царства Польського. Працював банківським службовцем, політичну діяльність розпочав у період нацистської окупації. У 1942 році вступив до Польської робітничої партії (ПРП). Був бойовиком Гвардії Людова, брав участь в експропріаціях. Виконував функції секретаря Крайової Ради Народової.
У січні-березні 1945 року Казімєж Міяль був уповноваженим нової влади у Лодзі, до 1947 року очолював адміністрацію Лодзя. У 1946 році отримав кілька високих державних нагород. У 1948—1950 роках — начальник канцелярії Болеслава Берута. У грудні 1948 року кооптований у ЦК ПОРП.
З квітня 1950 року до листопада 1952 року Міяль очолював міністерство комунального господарства в уряді Юзефа Циранкевича. У 1952—1956 роках керував апаратом Ради міністрів ПНР. Згодом до лютого 1957 року знову був міністром комунального господарства.
Казімєж Міяль належав до оточення Берута та був впливовим провідником сталінської політики у Польщі. Був одним із лідерів консервативної «фракції натолінців», яка протистояла реформаторській «фракції пулав'ян».

## Усунення від влади. Нелегальний ортодокс
Після приходу до влади Владислава Гомулки та деякої лібералізації режиму багато «натолінців», зокрема Міяль, було відтіснено від влади. З 1957 до 1964 рік Міяль служив на другорядних посадах у банківській системі. Критикував Гомулку за «ревізіонізм» висунутої ним концепції «польського шляху до соціалізму» — компроміс з костелом, відмова від колективізації, допущення політичних дискусій. Виступав за повернення до сталінізму, орієнтувався на режим Енвера Ходжі в Албанії. Поступово дедалі більше схилявся до китайського маоїзму.
У листопаді 1964 року групу колишніх «натолінців» на чолі з Міялем було виведено з ЦК ПОРП й остаточно усунуто з політики. Через рік, у грудні 1965 року вони заснували нелегальну Комуністичну партію Польщі (КПП).  14 лютого 1966 року Міяль нелегально залишив Польщу за підробленим албанським паспортом.

## Сталінісичний емігрант. Від Тирани до Пекіна
В Албанії Казімєж Міяль очолив польську редакцію Радіо Тирани. Виступав з політичними програмами, пропагував сталінізм. Албанська влада забезпечила Міялю комфортні побутові умови, він отримав можливість пересування світом, але знаходився під щільним контролем Сігурімі.

Через албанське та частково китайське посольства у Варшаві робилися спроби вербування членів КПП, але їх оперативно припиняла Служба безпеки ПНР. Втеча Міяля призвела до посилення антимаоїстської кампанії у Польщі (ПОРП підтримувала КПРС у радянсько-китайському конфлікті). По телебаченню ПНР було показано фільм «За лаштунками маоїзму». Разом з тим існує думка, що виступи КПП й особисто Казімєжа Міяля, які особливо мали антисемітський характер, допускалися цілеспрямовано, оскільки відповідали інтересам націонал-комуністичного крила ПОРП.
В еміграції йому не загрожував арешт, він був під захистом албанської Сігурімі. З іншого боку, була пущена чутка, що втеча відбулася з мовчазної згоди МВС, яка таким чином позбавлялася проблеми. КПП Міяля виступала з догматичних позицій, але посилювалися «партизани» Мечислава Мочара, які також були прихильниками лібералізації. Виникло два канали загальної критики «сіонізму». У публікаціях КПП можна було прочитати про руйнівний «сіоністичний вплив» у комуністичній партії. Певною мірою це відповідало переконанням Мочара та його прихильників. Його (Міяля — прим.) відхід був початком кінця КПП. За відсутності лідера організація швидко була інфільтрована СБ nf згасла.
У 1978 році стався розрив між ортодоксально-сталінським режимом Ходжі та «ревізіоністським» керівництвом КНР на чолі з Ден Сяопіном. Втративши підтримку КПК, АПТ не могла утримувати польську організацію. Міяль перебрався до Китаю. У його поглядах посилилася маоїстська складова.

## У Китаї
Розуміючи, що Албанія не може надати підпільній компартії великої допомоги, Міяль зайнявся налагодженням зв'язків з Китаєм. Ще у травні 1970 року він, як голова Комуністичної партії Польщі, привітав Китай із запуском його першого штучного супутника Землі, про що зберігся запис у номері газети «Чунцін жибао». У 70-ті роки Міяль часто відвідує КНР — так, 29 січня 1975 року він побував на джерелах Юйгунцюань у провінції Хенань, а 6 травня того ж року — у Сіані. Міяль активно критикував польську та радянську владу, кілька разів зустрічався з Мао Цзедуном.

## Повернення до Польщі. Комуніст проти компартії
У 1983 році Міяль нелегально повернувся до Польщі. Режим ПОРП за генерала Ярузельського він вважав не менш «ревізіоністським», ніж за Гомулка та Герека, придушення опозиції — недостатньо жорстким. Безрезультатно намагався відновити активність КПП. Був заарештований у 1984 році за поширення антиурядових листівок. Йому інкримінувалася також участь у вбивстві Єжи Попелушко. Звільнений за кілька місяців через очевидну непричетність.

Позиції Міяля спочатку містили помітні елементи націоналізму й антисемітизму. При нападках на Солідарність він регулярно називав «сіоністами» таких діячів, як Яцек Куронь й Адам Міхнік. Встановив зв'язок з Патріотичним об'єднанням «Грюнвальд» — організацією, створеною ПОРП для підтримки у націоналістичному середовищі.
На жаль, Міяль не проводив послідовну марксистсько-ленінську лінію; наприклад, пропагував антисемітизм.

Російська маоїстська партія
Дії Міяля та реакція влади виглядали набором політичних парадоксів. Переконаний сталініст зазнавав переслідувань комуністичного режиму за послідовний комунізм. При цьому влада намагалася звинуватити його у вбивстві опозиційного діяча, якого реально було вбито офіцерами держбезпеки, яка заарештувала Міяля.

## Політичний маргінал
Якоїсь політичної ролі у період демонтажу режиму ПОРП Міяль не грав. Страйковий рух, Круглий стіл, вибори, які принесли перемогу «Солідарності», пройшли без жодної його участі. Після зміни суспільної системи він також не зміг політично проявитися. У 1996 році була розпущена КПП.

Час від часу Міяль виступав з публікаціями й інтерв'ю у польських ЗМІ. Виправдовував сталінський режим перших років ПНР, репресії та кровопролиття обґрунтовував потребами «прогресу», провину за «окремі зловживання» перекладав на таких діячів, як Якуб Берман. Виступав проти участі Польщі у Євросоюзі. Підкреслював незмінність своїх комуністичних поглядів, зі сталіністко-маоїстських позицій критикував «ревізіоністів» (від Владислава Гомулки до Михайла Горбачова й Адама Шаффа). Став почесним членом дрібної ортодоксально-комуністичної групи «Національний робітничий фронт».
Забутим маргіналом Казімєж Міяль помер у січні 2010 року, менш ніж за вісім місяців до сотого дня народження. На щастя, він не дожив до виконання своєї мрії.

## Твори
Міяль написав спогади під назвою «Як перероджувався соціалізм у Польщі», які були опубліковані в Албанії польською та російською мовами.
- Kazimierz Miyal. Jak odrodzil sie socjalizm w Polsce. Dzienniki. — Tirana : Muzeum Lenina-Stalina, 1982.
- К. Мияль. Как перерождался социализм в Польше. Дневники. — Тирана : Издательство Музея Ленина-Сталина, 1982.